# Wolodymyr Radtschenko
Wolodymyr Iwanowytsch Radtschenko (ukrainisch Володимир Іванович Радченко; * 23. Oktober 1948 in Kiew, Ukrainische SSR; † 4. Januar 2023) war ein ukrainischer Nachrichtendienstler und Politiker.

## Leben
Wolodymyr Radtschenko wuchs in Kiew auf und schloss 1971 ein Studium zum Chemieingenieur am Kiewer Technologischen Institut für Leichtindustrie ab. Anschließend besuchte er eine Offiziersschule des KGB und machte dort Karriere.
Von September 1972 bis März 1982 war er beim KGB in Kiew, zuletzt als Leiter des KGB der UdSSR in Kiew und der Oblast Kiew und von März 1982 bis Oktober 1990 war er Leiter des KGB der UdSSR in der Oblast Riwne. Nach dem Zusammenbruch der Sowjetunion war er weiterhin nachrichtendienstlich tätig, unter anderem für den Sluschba bespeky Ukrajiny (SBU), die Nachfolgeorganisation des KGB in der Ukraine.
1994 wechselte Radtschenko in die Politik und war vom 28. Juli 1994 bis zum 3. Juli 1995 Innenminister der Ukraine im Kabinett Massol. Vom 3. Juli 1995 an war er bis zum 22. April 1998 Leiter des ukrainischen Inlandgeheimdienstes SBU. Dieses Amt hatte er erneut vom 10. Februar 2001 bis zum 2. September 2003 inne. Im Anschluss war er vom 2. September 2003 bis zum 20. Januar 2005 Sekretär des Nationalen Sicherheits- und Verteidigungsrat der Ukraine und vom 12. Januar 2007 bis zum 25. Mai 2007 Vize-Ministerpräsident der Ukraine im zweiten Kabinett Janukowytsch.
Am 5. Juli 1995 wurde Radtschenko zum Generaloberst und 1998 zum General der Armee der Ukraine befördert. 
Wolodymyr Radtschenko erhielt zahlreiche Ehrungen, darunter den 1998 von Präsident Leonid Kutschma verliehenen Bogdan-Chmelnizki-Orden 3. Klasse. Radtschenko war verheiratet und Vater eines Sohnes und einer Tochter.